# Leucanopsis malodonta
Leucanopsis malodonta là một loài bướm đêm thuộc phân họ Arctiinae, họ Erebidae.